# 萩本陣温泉
萩本陣温泉（はぎほんじんおんせん）は、山口県萩市（旧国長門国）にある温泉。

## 泉質
- カルシウム・ナトリウム - 塩化物泉
  - 源泉温度28.3℃〜34.3℃

## 温泉街
旅館の敷地内に源泉が湧出しており、実質的には一軒宿である。2006年12月に新しく14種類の湯めぐりができる湯屋街「湯の丸」がオープン。
萩城下町をイメージした城壁露天風呂）や土塀露天風呂）、立ち湯、寝湯、歩行湯、気泡風呂、ドライサウナ、ミストサウナなどがあり庭園を回廊しながら湯めぐりが楽しめる。

## 歴史
元々萩市中心部は阿武川の三角州で成り立つ土地であり、近郊の観光地に温泉がある中で温泉とは無縁であった。そのような中で、旅館を営む松村勇が「萩市の活性化のために、地元のために」と考え、温泉採掘に挑んだものである。1971年に源泉を開発し、萩本陣温泉と名付けられた。
1995年に行われた源泉開発において、同年7月10日、掘削深度2,350m（温泉ボーリングの採掘深としては当時の日本記録）より47度のお湯が噴出した。

## 奥萩展望台
萩本陣の敷地内に標高172mの吾妻山があり、そこに「奥萩展望台」（おくはぎてんぼうだい）がある。田床山より市内よりではあるが、市内を南東側から展望でき、笠山から椿東、土原から三角州を通って指月公園、六島村の一部を展望できる。
この場へはSLを模したシャトルバスで向かうことができ、頂上には足湯が設けられている。
もともとは「奥・萩本陣」（おくはぎほんじん）と呼ばれ、頂上と地上間を奥萩モノレールが運行していた。このモノレールの運行状況は市内からでも見ることができていたが、2000年代に廃止された。その後、展望台周辺を一部整備し再開したものである。

## アクセス
- 車 : 中国自動車道美祢ICから約50分
- 鉄道 : JR東萩駅からタクシー5分